# Elato Atoll
Elato Atoll är en atoll i Mikronesiska federationen.   Den ligger i kommunen Elato Municipality och delstaten Yap, i den västra delen av landet, 1 300 km väster om huvudstaden Palikir. Elato Atoll ligger 4 meter över havet. Arean är 0,53 kvadratkilometer.